# Camarenilla (kommunhuvudort)
Camarenilla är en kommunhuvudort i Spanien. Den ligger i provinsen Toledo och regionen Kastilien-La Mancha, i den centrala delen av landet, 50 km sydväst om huvudstaden Madrid. Camarenilla ligger 512 meter över havet och antalet invånare är 512.
Terrängen runt Camarenilla är platt. Runt Camarenilla är det ganska tätbefolkat, med 100 invånare per kvadratkilometer. Närmaste större samhälle är Toledo, 18,2 km söder om Camarenilla. Trakten runt Camarenilla består till största delen av jordbruksmark.